# Sędławki
Sędławki (do 1945 r. niem. Sandlack) – osada w Polsce położona w województwie warmińsko-mazurskim, w powiecie bartoszyckim, w gminie Bartoszyce. W latach 1975–1998 miejscowość administracyjnie należała do województwa olsztyńskiego.

## Historia
W 1889 r. Sędławki były majątkiem ziemskim o powierzchni 338 ha. W 1939 r. we wsi mieszkało 156 osób.
W 1983 r. we wsi było 11 domów z 199 mieszkańcami. W tym czasie ulice miały już elektryczne oświetlenie a sieć wodociągowa miała 800 m długości.

## Zabytki
We wsi znajduje się klasycystyczny dwór pochodzący z II połowy XIX wieku. We wsi znajdują się 5 mostów, a jeden jest z 1925 roku. Przez Sędławki przepływa rzeka, która uchodzi w Jeziorze Miejskim w Bartoszycach, a zaczyna się w Jeziorze Kinkajmskim. 